# Ćuprija
Ćuprija (em cirílico: Ћуприја) é uma vila da Sérvia localizada no município de Ćuprija, pertencente ao distrito de Pomoravlje, na região de Veliko Pomoravlje. A sua população era de 19380 habitantes segundo o censo de 2011. No período romano era um castro e tinha o nome de Hórreo de Margo (em latim: Horreum Margi).

## Demografia
| 1948 | 1953  | 1961  | 1971  | 1981  | 1991  | 2002  | 2011  |
| ---- | ----- | ----- | ----- | ----- | ----- | ----- | ----- |
| 9609 | 11967 | 14053 | 17564 | 20547 | 21367 | 20585 | 19380 |